# Avellino–Rocchetta Sant’Antonio-vasútvonal
Az Avellino–Rocchetta Sant’Antonio-vasútvonal egy 119 km hosszúságú, normál nyomtávolságú egyvágányú, nem-villamosított vasútvonal Olaszországban, Avellino és Rocchetta Sant’Antonio között. Fenntartója az RFI, a járatokat a Trenitalia üzemelteti. A vasút az olaszországi Campania, Basilicata és Puglia régiókon halad keresztül. A vasútvonalat három szakaszban nyitották meg a forgalom előtt 1892 és 1895 között.
Avellinóból kiindulva északkeleti irányban halad és 20 kilométer után a Calore folyót követve Montelláig vezet. Ezután az útvonal kelet felé igyekszik az ország belseje felé, és Lionitól az Ofanto folyó völgyét követi. Cairanótól a vasútvonal és a folyó a Basilicata régió határán halad és körülbelül 3 kilométerrel a vége előtt eléri Puglia régiót. Az állomások többsége messze van azoktól a helyektől, amelyekről elnevezték azokat. 2010-ben csak regionális forgalom volt rajta. Az út egy útvonalon 2:39 órát tartott. A 2010 decemberi menetrendváltozással a vasútvonalon megszűnt az utasforgalom. Az útvonal 2017. augusztus 2-án bekerült a turisztikai vasutakról szóló törvénybe, 2017. augusztus 25-én pedig elindult az első vonat Rocchetta Sant’Antonio-Lacedonia és Lioni között.

## Története
A vasútvonalat három részletben adták át 1892 és 1895 között:
| Vonal                             | Dátum             | Hossz (km) |
| --------------------------------- | ----------------- | ---------- |
| Monteverde-Rocchetta Sant’Antonio | 1892. március 29. | 13,870     |
| Avellino–Paternopoli              | 1893. október 27. | 26,709     |
| Paternopoli–Monteverde            | 1895. október 27. | 78,150     |